# Rai Gulp
Rai Gulp es un canal de televisión italiano dirigido a una audiencia de niños y adolescentes, es propiedad y está operado por la red de televisión RAI de propiedad estatal. Se encuentra disponible en la Televisión digital terrestre italiana, y en plataformas de televisión de pago por satélite, cable e IPTV.

## Historia
Rai Gulp comenzó sus emisiones el 1 de junio de 2007 reemplazando a Rai Doc y Rai Futura, que emitían conjuntamente en la misma frecuencia. En abril de 2010 el canal se agrupa dentro de la estructura Rai Ragazzi, la cual coordina su programación igual que la de Rai Yoyo, el otro canal infantil de Rai.
Entre el 19 de enero de 2009 y el 18 de mayo de 2010 existió el canal Rai Gulp +1, que emitía la misma programación de Rai Gulp pero con una hora de retraso solo en la TDT.
El otoño del 2010 el canal modifica su programación para adecuarse a un nuevo público objetivo de entre 6 y 14 años, cuando antes se dirigía a un niño de 6 a 10 años.
El 13 de diciembre de 2016 Rai Gulp comienza a emitir en formato panorámico (16:9) de mismo modo que los demás canales del grupo Rai. El 4 de enero de 2017 comienzan las emisiones de Rai Gulp en alta definición en la plataforma de televisión por satélite.

## Programación
La programación de Rai Gulp consiste principalmente en dibujos animados, series de televisión y otros programas de entretenimiento.

### Dibujos animados
- Betty atómica
- Auto-B-Bueno
- Barbapapa
- Cocco Bill
- Código Lyoko
- Corto Maltés
- Vaqueros cósmicos
- Deltora Quest
- Defensores Di-Gata
- Eloise: la serie animada
- Huntik - Secretos y Buscadores
- ¡Tengo un cohete!
- Alergia al monstruo
- Monster Buster Club
- Mermaid Melody Pichi Pichi Pitch
- Mi Goldfish es malvado
- Noonbory y los Súper Siete
- Pretty Cure
- Las Supernenas
- Romeo X Juliet
- Ruby Gloom
- Equipo Galaxy
- Teen Days
- Winx Club
- Mi perro pat

### Series de televisión
- Bia (serie de televisión)
- Ace Lightning
- DinoSapien
- Grand Star
- Grani di pepe
- Le isole dei pirati
- Scooter - Agente Segreto
- Nadie me Entiende
- Amika
- Las aventuras de Sarah Jane
- Vuelo 29 Abajo
- Yo sueño
- Violetta
- El camino de Caitlin
- Heidi, bienvenida a casa
- Grachi
- Club 57
- Soy Luna
- sueña conmigo
- Penny on mars

### Documentales
- Non è magia
- Planeta Tierra
- Caminando con Dinosaurios

### Talent Show
- Music Gate
- Music Planet
- Happy Dance

## Audiencias
|      | Enero  | Febrero | Marzo  | Abril  | Mayo   | Junio  | Julio  | Agosto | Septiembre | Octubre | Noviembre | Diciembre | Media anual |
| ---- | ------ | ------- | ------ | ------ | ------ | ------ | ------ | ------ | ---------- | ------- | --------- | --------- | ----------- |
| 2013 | 0,39 % | 0,39 %  | 0,34 % | 0,40 % | 0,40 % | 0,44 % | 0,47 % | 0,41 % | 0,42 %     | 0,38 %  | 0,40 %    | 0,39 %    | 0,40 %      |
| 2014 | 0,45 % | 0,51 %  | 0,57 % | 0,62 % | 0,61 % | 0,68 % | 0,65 % | 0,68 % | 0,60 %     | 0,51 %  | 0,51 %    | 0,48 %    | 0,57 %      |
| 2015 | 0,45 % | 0,53 %  | 0,46 % | 0,50 % | 0,49 % | 0,66 % | 0,77 % | 0,98 % | 0,92 %     | 0,63 %  | 0,67 %    | 0,63 %    | 0,63 %      |
| 2016 | 0,47 % | 0,51 %  | 0,60 % | 0,57 % | 0,58 % | 0,69 % | 0,56 % | 0,60 % | 0,64 %     | 0,49 %  | 0,46 %    | 0,50 %    | 0,55 %      |
| 2017 | 0,43 % | 0,49 %  | 0,50 % | 0,55 % | 0,47 % | 0,54 % | 0,51 % | 0,49 % | 0,50 %     | 0,42 %  | 0,39 %    | 0,41 %    | 0,48 %      |
| 2018 | 0,37 % | 0,32 %  | 0,33 % | 0,38 % | 0,35 % | 0,44 % | 0,43 % | 0,40 % | 0,36 %     | 0,30 %  | 0,28 %    | 0,28 %    | 0,35 %      |
| 2019 | 0,29 % |         |        |        |        |        |        |        |            |         |           |           |             |

Fuente : Auditel
Leyenda :
Fondo verde : Mejor resultado histórico.
Fondo rojo : Peor resultado histórico.